# Herrschaft Achberg

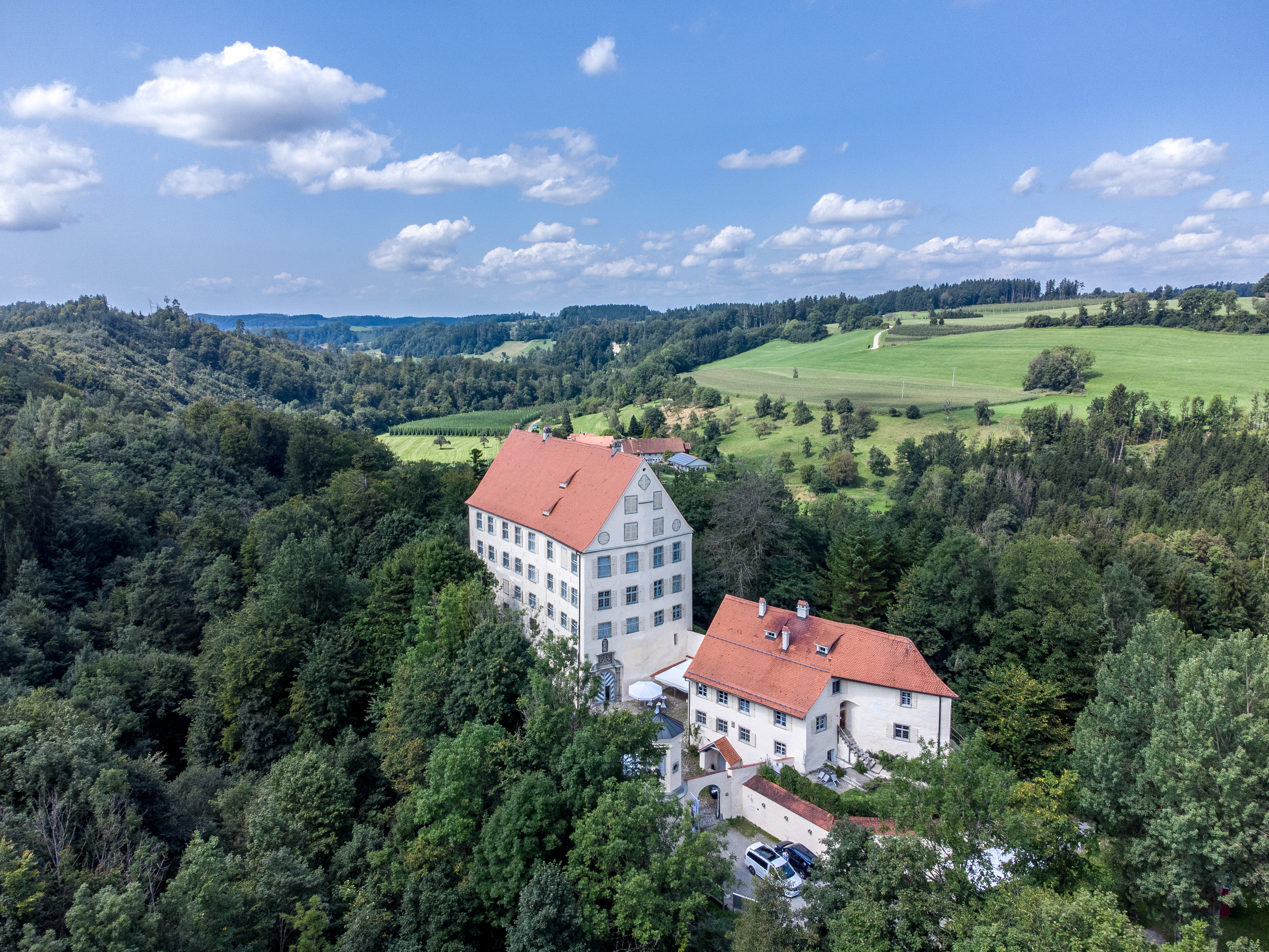
Schloss Achberg über der Argen

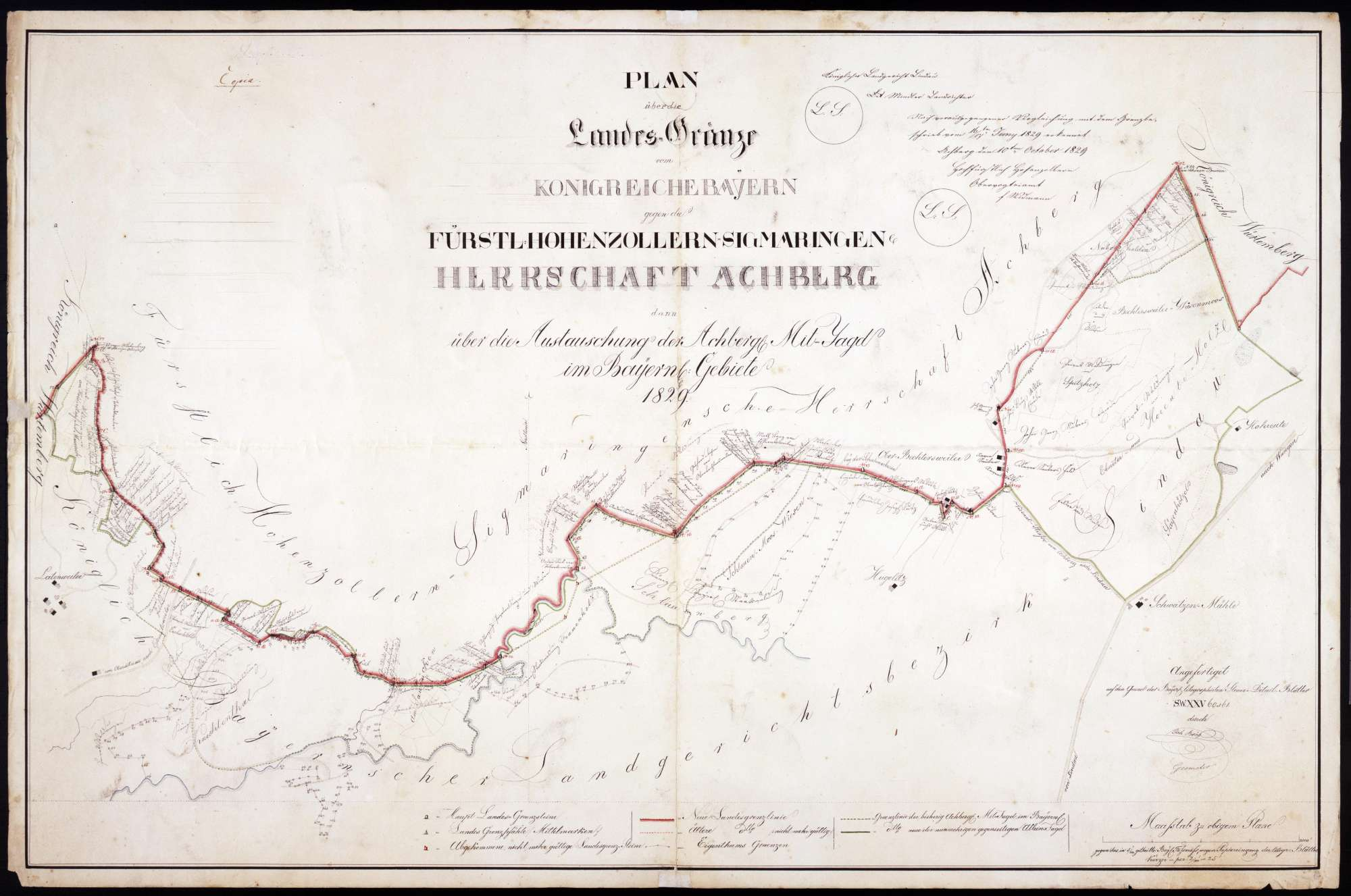
„Plan über die Landesgrenze vom Königreiche Bayern gegen die Fürstlich Hohenzollern-Sigmaringische Herrschaft Achberg...“ (1829, Original im Staatsarchiv Sigmaringen)

Die Herrschaft Achberg mit Sitz auf der Burg Achberg wurde 1194 erstmals genannt. Die Herrschaft gelangte 1235 von den Herren von Achberg an die Truchsessen von Waldburg und von denen im Jahr 1335 an die Herren von Molpertshaus. Ab 1352 war die Herrschaft Lehen der Habsburger. Von 1366 bis 1392 war die Herrschaft im Besitz der Familie Öder. Im Jahr 1412 folgten die Grafen von Königsegg, 1530 die Freiherren von Syrgenstein. 1691 wurde Achberg von Josef Franz Ferdinand von Syrgenstein an den Deutschen Orden verkauft. 
Im Zuge der Säkularisation erhielt Bayern im Dezember 1805 die Herrschaft Achberg, aber durch den Rheinbundvertrag 1806 wurde die Herrschaft dem Fürstentum Hohenzollern-Sigmaringen zugesprochen und bildete als weit vom Kerngebiet entfernte Exklave dessen südlichstes Territorium. Als das Fürstentum 1850 an das Königreich Preußen fiel, wurde Achberg als südlichster Teil der Hohenzollernschen Lande somit zum südlichsten zu Preußen gehörenden Gebiet.
Die heutige Gemeinde Achberg wurde nach dem Territorium benannt.